# Limnaecia
Limnaecia är ett släkte av fjärilar som beskrevs av Henry Tibbats Stainton 1851. Limnaecia ingår i familjen fransmalar.

## Bildgalleri

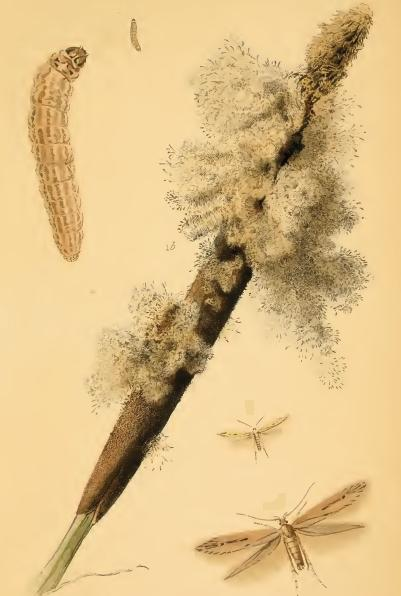
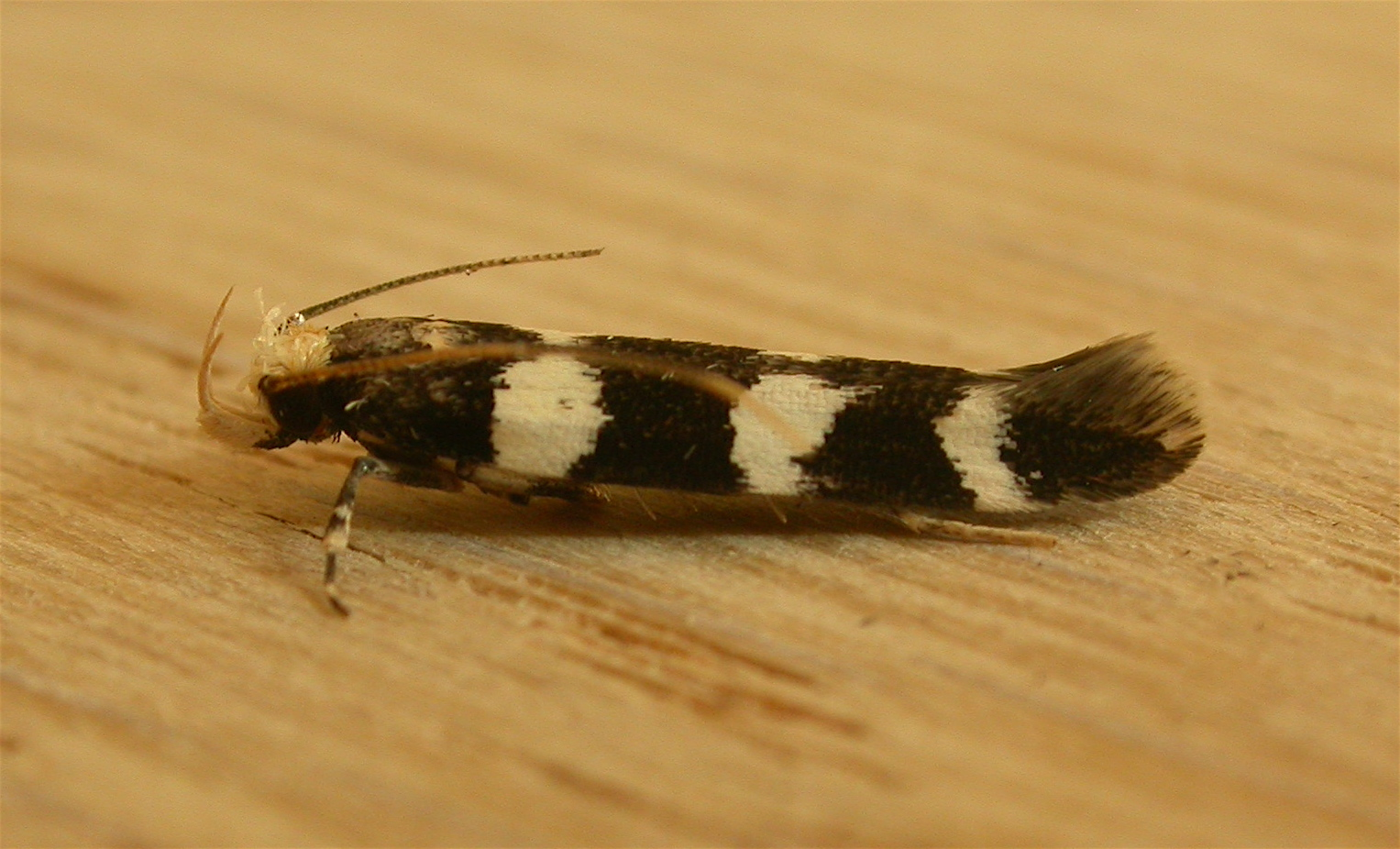

## Dottertaxa tillLimnaecia, i alfabetisk ordning[1][2]
- Limnaecia acontiphora
- Limnaecia adiacrita
- Limnaecia amblopa
- Limnaecia ancilla
- Limnaecia anthophaga
- Limnaecia argophylla
- Limnaecia arsitricha
- Limnaecia astathopis
- Limnaecia asterodes
- Limnaecia atopa
- Limnaecia audax
- Limnaecia auximena
- Limnaecia balanochrysa
- Limnaecia bicolorella
- Limnaecia bilineata
- Limnaecia bisignis
- Limnaecia callicosma
- Limnaecia callimitris
- Limnaecia camptosema
- Limnaecia capsigera
- Limnaecia cassandra
- Limnaecia charactis
- Limnaecia chionospila
- Limnaecia chlorodeta
- Limnaecia chloronephes
- Limnaecia chromaturga
- Limnaecia chrysidota
- Limnaecia chrysonesa
- Limnaecia chrysothorax
- Limnaecia cirrhochrosta
- Limnaecia cirrhosema
- Limnaecia cirrhozona
- Limnaecia clinodesma
- Limnaecia colometra
- Limnaecia combota
- Limnaecia compsasis
- Limnaecia conjuncta
- Limnaecia conspersa
- Limnaecia crocodelta
- Limnaecia crossomela
- Limnaecia cuprella
- Limnaecia cybophora
- Limnaecia dasytricha
- Limnaecia effulgens
- Limnaecia elaphropa
- Limnaecia enclista
- Limnaecia ensigera
- Limnaecia epimictis
- Limnaecia eretmota
- Limnaecia eristica
- Limnaecia eugramma
- Limnaecia eumeristis
- Limnaecia explanata
- Limnaecia fuscipalpis
- Limnaecia hemimitra
- Limnaecia heterozona
- Limnaecia hololampra
- Limnaecia ichnographa
- Limnaecia ida
- Limnaecia imogena
- Limnaecia inconcinna
- Limnaecia iriastis
- Limnaecia isodesma
- Limnaecia isozona
- Limnaecia leptomeris
- Limnaecia leucomita
- Limnaecia loxoscia
- Limnaecia lubricata
- Limnaecia magica
- Limnaecia magnifica
- Limnaecia megalochlamys
- Limnaecia melanosoma
- Limnaecia melileuca
- Limnaecia melliplanta
- Limnaecia mercuriella
- Limnaecia metacypha
- Limnaecia metallifera
- Limnaecia microglypta
- Limnaecia nephelochalca
- Limnaecia neurogramma
- Limnaecia nigrispersa
- Limnaecia novalis
- Limnaecia ochrozona
- Limnaecia orbigera
- Limnaecia orthocentra
- Limnaecia orthochroa
- Limnaecia pallidula
- Limnaecia pamphaea
- Limnaecia parallelograpta
- Limnaecia peronodes
- Limnaecia perpusilla
- Limnaecia phaeopleura
- Limnaecia phragmitella
- Limnaecia piperatella
- Limnaecia platychlora
- Limnaecia platyochra
- Limnaecia platyscia
- Limnaecia polyactis
- Limnaecia polycydista
- Limnaecia proclina
- Limnaecia psalidota
- Limnaecia pterolopha
- Limnaecia pycnogramma
- Limnaecia pycnosaris
- Limnaecia recidiva
- Limnaecia sarcanthes
- Limnaecia scaeosema
- Limnaecia scoliosema
- Limnaecia semisecta
- Limnaecia simplex
- Limnaecia stabilita
- Limnaecia stenotricha
- Limnaecia subharpalea
- Limnaecia superharpalea
- Limnaecia symplecta
- Limnaecia syntaracta
- Limnaecia tetramitra
- Limnaecia tetraplanetis
- Limnaecia thiosima
- Limnaecia triplaneta
- Limnaecia tripunctata
- Limnaecia trisema
- Limnaecia trissodelta
- Limnaecia trissodesma
- Limnaecia trixantha
- Limnaecia tyriarcha
- Limnaecia tyrotoma
- Limnaecia xanthopelta
- Limnaecia xanthopis
- Limnaecia xanthotyla
- Limnaecia xylinella
- Limnaecia zonomacula
- Limnaecia zotica